# Tetrabrachium ocellatum
Tetrabrachium ocellatum is een straalvinnige vissensoort uit de familie van voelsprietvissen (Tetrabrachiidae). De wetenschappelijke naam van de soort is voor het eerst geldig gepubliceerd in 1880 door Günther.